# Trichosteleum
Trichosteleum är ett släkte av bladmossor. Trichosteleum ingår i familjen Sematophyllaceae.

## Dottertaxa tillTrichosteleum, i alfabetisk ordning[1]
- Trichosteleum adhaerens
- Trichosteleum albifolium
- Trichosteleum altisetum
- Trichosteleum angustifolium
- Trichosteleum angustirete
- Trichosteleum annamense
- Trichosteleum apiocarpum
- Trichosteleum aquatile
- Trichosteleum arrectum
- Trichosteleum asperifolium
- Trichosteleum asselii
- Trichosteleum bernoullianum
- Trichosteleum bolivarense
- Trichosteleum boschii
- Trichosteleum brachydictyon
- Trichosteleum brongersmae
- Trichosteleum carolinarum
- Trichosteleum chrysophyllum
- Trichosteleum complanatulum
- Trichosteleum confertulum
- Trichosteleum consanguineum
- Trichosteleum constrictum
- Trichosteleum cymbiforme
- Trichosteleum debettei
- Trichosteleum dicranelloides
- Trichosteleum dicranoides
- Trichosteleum dimorphum
- Trichosteleum elegantulum
- Trichosteleum everettii
- Trichosteleum fissum
- Trichosteleum flexuosa-hamatum
- Trichosteleum francii
- Trichosteleum fruticola
- Trichosteleum fuscescens
- Trichosteleum fusco-virescens
- Trichosteleum gabonense
- Trichosteleum glaucinum
- Trichosteleum glaziovii
- Trichosteleum grosse-papillosum
- Trichosteleum grosso-mamillosum
- Trichosteleum gunnii
- Trichosteleum hebridarum
- Trichosteleum heterophyllum
- Trichosteleum horridulum
- Trichosteleum humbertii
- Trichosteleum inflexifolium
- Trichosteleum insigne
- Trichosteleum inundatum
- Trichosteleum jaegeri
- Trichosteleum janeirense
- Trichosteleum jonesii
- Trichosteleum lachmanii
- Trichosteleum laevi-hamatum
- Trichosteleum le-ratii
- Trichosteleum le-testui
- Trichosteleum leviusculum
- Trichosteleum longisetulum
- Trichosteleum lorifolium
- Trichosteleum louisiadum
- Trichosteleum lutschianum
- Trichosteleum mammosum
- Trichosteleum mastopomatoides
- Trichosteleum microcalyx
- Trichosteleum microdontum
- Trichosteleum microstegium
- Trichosteleum mindanense
- Trichosteleum minutissimum
- Trichosteleum monostictum
- Trichosteleum montanum
- Trichosteleum neocaledonicum
- Trichosteleum novae-guineae
- Trichosteleum orthophyllum
- Trichosteleum papillosissimum
- Trichosteleum papillosum
- Trichosteleum patens
- Trichosteleum pendens
- Trichosteleum pendulum
- Trichosteleum perchlorosum
- Trichosteleum perfalcatum
- Trichosteleum permixtum
- Trichosteleum perrotii
- Trichosteleum pervilleanum
- Trichosteleum petrophilum
- Trichosteleum piliferum
- Trichosteleum pinnatum
- Trichosteleum pobeguinii
- Trichosteleum popokvilense
- Trichosteleum procerum
- Trichosteleum pseudo-acuminulatum
- Trichosteleum pseudomammosum
- Trichosteleum punctipapillosum
- Trichosteleum pusillum
- Trichosteleum pygmaeum
- Trichosteleum robbinsii
- Trichosteleum rubrisetum
- Trichosteleum ruficaule
- Trichosteleum saproxylophilum
- Trichosteleum sarapiquense
- Trichosteleum schlimii
- Trichosteleum sematophylloides
- Trichosteleum sentosum
- Trichosteleum singapurense
- Trichosteleum smithii
- Trichosteleum staudtii
- Trichosteleum stereodontoides
- Trichosteleum stictum
- Trichosteleum stigmosum
- Trichosteleum subcucullifolium
- Trichosteleum subdemissum
- Trichosteleum subinstratum
- Trichosteleum sublaeve
- Trichosteleum sublaevifolium
- Trichosteleum sublaevigatum
- Trichosteleum sublongisetum
- Trichosteleum subrhinophyllum
- Trichosteleum subscabrisetulum
- Trichosteleum subulatulum
- Trichosteleum taxithelioides
- Trichosteleum tisserantii
- Trichosteleum tortipilum
- Trichosteleum trachyamphorum
- Trichosteleum trachycystis
- Trichosteleum trachypyxis
- Trichosteleum turgidulum
- Trichosteleum usambaricum
- Trichosteleum wattsii
- Trichosteleum verrucosum
- Trichosteleum vieillardii
- Trichosteleum vietnamense
- Trichosteleum vincentinum